# Franka Dietzsch
Franka Dietzsch (Alemania, 22 de enero de 1968) es una atleta alemana, especialista en la prueba de lanzamiento de disco, con la que ha logrado ser tres veces campeona mundial, en 1999, 2005 y 2007.

## Carrera deportiva
En el mundial de Sevilla 1999 gana el oro en lanzamiento de disco, alcanzado los 68.14 metros, y quedando por delante de la griega Anastasia Kelesidou y la rumana Nicoleta Grasu.
En el Mundial de Helsinki 2005 gana de nuevo el oro, con un lanzamiento de 66.56 que fue su mejor marca personal, y quedando por delante de la rusa Natalya Sadova y la checa Věra Pospíšilová-Cechlová.
Y en el Mundial de Osaka 2007 vuelve a ganar la medalla de oro, con un lanzamiento de 66.61 metros, por delante de la cubana Yarelis Barrios y la rumana Nicoleta Grasu.